# Krzysztof Witkowski (historyk)
Krzysztof Witkowski (ur. 15 lipca 1975 w Kole) – polski historyk, muzealnik, radca prawny i samorządowiec, od 2018 roku burmistrz Koła.

## Życiorys
Ukończył Szkołę Podstawową nr 5 im. Arkadego Fiedlera i Zespół Szkół Zawodowych w Kole. W 2000 roku ukończył historię na Wyższej Szkole Pedagogicznej w Bydgoszczy. W 2003 roku uzyskał tytuł magistra administracji na Uniwersytecie im. Adama Mickiewicza w Poznaniu, a w 2011 roku uzyskał stopień doktora na Akademii Humanistycznej im. Aleksandra Gieysztora w Pułtusku. W 2015 roku ukończył studia prawnicze na Wyższej Szkole Umiejętności Społecznych im. prof. Michała Iwaszkiewicza w Poznaniu. Po odbytej aplikacji radcowskiej i zdanym egzaminie, w 2021 r. został radcą prawnym.
Pracę zawodową rozpoczął w 2000 roku w Urzędzie Miejskim w Kole w Wydziale Oświaty i Kultury. Pracował wówczas także jako nauczyciel. W 2004 roku został dyrektorem Muzeum Technik Ceramicznych w Kole i funkcję tę pełnił do 2015 roku. 28 czerwca 2013 roku Minister Kultury i Dziedzictwa Narodowego nadał mu tytuł kustosza dyplomowanego.
W latach 2017–2018 prowadził działalność gospodarczą, nadal pracując społecznie w zakresie kultury, jako członek i wiceprezes Stowarzyszenia Przyjaciół Miasta Koła nad Wartą.
W wyborach samorządowych w 2018 roku został wybrany burmistrzem miasta Koła, startując z komitetu SLD Lewica Razem. Wybory wygrał w drugiej turze, zdobywając 58% poparcia. W wyborach samorządowych w 2024 roku uzyskał reelekcję, zdobywając 57,78% poparcia i wygrywając wybory w pierwszej turze.
Jest regionalistą i znawcą dziejów zakonu bernardynów, uczestnikiem konferencji i sympozjów, a także recenzentem książek o tym zgromadzeniu w Polsce. Jest też autorem kilkudziesięciu monografii oraz artykułów naukowych oraz popularnonaukowych (np. „Władysław Odonic – książę wielkopolski (ok. 1190-1239)”, Kraków, 2012; „Dzieje kościoła i szpitala św. Ducha w Kole”, Koło 2013; „Bernardyni przeworscy w okresie przedrozbiorowym wg zapisów komemoracyjnych”, [w:] „550 lat obecności oo. Bernardynów w Przeworsku (1465-2015)”, Kalwaria Zebrzydowska 2015). Jest członkiem Kaliskiego Towarzystwa Przyjaciół Nauk i Stowarzyszenia Naukowego Archeologów Polskich.
Ma córkę Magdalenę. 3 lipca 2021 roku w kościele Podwyższenia Krzyża Świętego w Kole wziął ślub z nauczycielką Andżeliną Olszewską

## Odznaczenia i wyróżnienia
W 2012 roku był nominowany do nagrody głównej Wielkopolskiego Towarzystwa Kulturalnego. W 2020 roku był nominowany do tytułu „Osobowości Roku” Głosu Wielkopolskiego.
18 kwietnia 2018 roku został wyróżniony odznaką honorową „Za zasługi dla województwa wielkopolskiego”. W 2022 roku otrzymał wyróżnienie „Przyjaciel Wartaków”, nadawane przez Manufakturę Piosenki Harcerskiej „Wartaki”. W lipcu 2024 roku został odznaczony Brązowym Medalem za Zasługi dla Policji, otrzymał także Krzyż Niepodległości II Klasy nadany przez Prezydium Zarządu Głównego NSZZ Policjantów. W 2025 roku został odznaczony Odznaką Honorową za Zasługi dla Samorządu Terytorialnego.